# 赵彦庄龙王庙
赵彦庄龙王庙，位于中华人民共和国山西省大同市新荣区花园屯乡赵彦庄村，已列为山西省文物保护单位。

## 保护
2016年6月6日，赵彦庄龙王庙由山西省人民政府公布为第五批山西省文物保护单位，编号5-35。